# ليمون بالنعناع
 ليمون بالنعناع (بالإنجليزية: Mint lemonade) هو مشروب يحضر من شراب الليمون الطازج وأوراق النعناع. زعمت اختراعه أول مرة شركة دعاية إسرائيلية في التسعينيات من القرن العشرين، لكن الفلسطينيين يشيرون إلى أنهم أول من اخترعه في الخليل. للترويج للمشروبات الباردة في الحافلات العامة. بعد أن بدأ الطلب على المشروب لدى الشركة، بدأ إنتاج المشروب بالفعل في المطاعم والمقاهي، وأصبح من أكثر المشروبات الصيفية رواجاً في الشرق الأوسط.

## التحضير
يمكن إضافة نكهة النعناع إلى عصير الليمون بعدة طرق:
- أوراق نعناع طازجة ، في بعض الأحيان لمجرد زينة..[بحاجة لمصدر][1]
- أوراق نعناع مخلوطة.[2]
- تجهيز النعناع بعصير الليمون في الخلاط.خلاط.[3]
- شراب النعناع المصنوع عن طريق غلي أوراق النعناع في ماء سكر.[4][5]
- Crème de menthe كريم دي منث ليكيور.[6]

يمكن خلطها بالماء الراكد أو الفوار. يمكن تقديمه فوق الثلج أو مزجه مع الثلج لعمل مشروب سلاش أو سموذي أو جرانيتا.

## المكونات
ليمون طازج وماء صافي وسكر نقي ونعناع أخضر يفضل مع الثلج ليكون بارداً

النعنع باليمون في مقهى في أبوظبي

## استخدامات أخرى

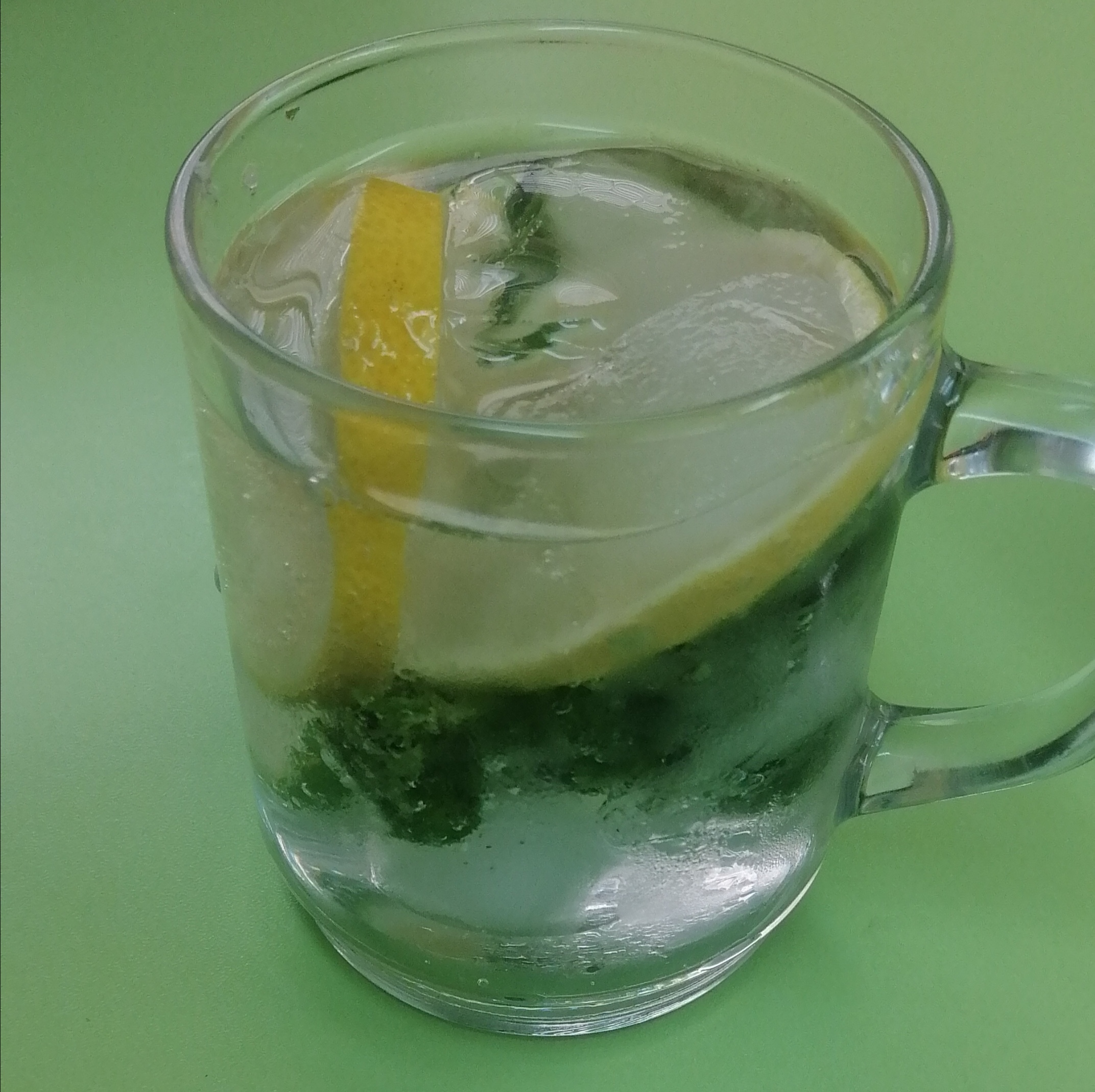

ليمون بالنعنع هو اسم مطعم يقدم اللحم كوشر في رمات غان، إسرائيل.